# Stefan Thunberg
Stefan Thunberg, geboren als John Boris Stefan Sumonja (* 30. Juni 1968 in Stockholm) ist ein schwedischer Drehbuchautor und Buchautor.

## Leben
Stefan Thunbergs Vater und seine drei Brüder waren Mitglieder der Bande „Militärligan“, die zwischen 1991 und 1993 mehrere Banküberfälle und schwere Raubüberfälle in Schweden verübt hatten. Diesen Taten konnte sich Stefan Thunberg entziehen und eine Kunsthochschule besuchen. Seit 2003 betätigt er sich als Drehbuchautor.
Er schrieb unter anderem Drehbücher zu den Verfilmungen der Krimireihe um Kurt Wallander ab 2006.
2014 entstand zusammen mit Anders Roslund unter dem Pseudonym Anton Svensson der autobiographisch gefärbte Thriller Made in Sweden über eine spektakuläre Bankraubserie Anfang der 1990er Jahre in Schweden, an der sein tyrannischer Vater und seine drei Brüder beteiligt waren. Im Jahr 2017 erschien eine Fortsetzung.
2017 schuf er das Konzept für die Thriller-Miniserie Farang. 2018 schrieb er an den Drehbüchern der Krimiserie Jäger – Tödliche Gier mit.

## Filmografie (Auswahl)
- 1997: Die Jönsson-Bande – Charles-Ingvars neuer Plan (Lilla Jönssonligan på styva linan)
- 2003: Föräldramötet (Kurzfilm)
- 2005: Van Veeteren (Fernsehfilmreihe, 2 Folgen)
- 2005–2006: Håkan Nesser (Fernsehfilmreihe, 4 Folgen)
- 2006–2013: Mankells Wallander (Wallander, Fernsehserie, 6 Folgen)
- 2011: Die Nacht der Jäger (Jägarna 2)
- 2012: Agent Hamilton – Im Interesse der Nation (Hamilton - I nationens intresse)
- 2012: Agent Hamilton 2 – In persönlicher Mission (Hamilton: Men inte om det gäller din dotter)
- 2018–2021: Jäger – Tödliche Gier (Jägarna, Fernsehserie, 12 Folgen)
- 2021: Huss – Verbrechen am Fjord (Huss, Fernsehserie, 5 Folgen)

## Veröffentlichungen
- 2014: Made in Sweden, Roman (Zusammen mit Anders Roslund)
- 2017: Der Andere, Roman (Zusammen mit Anders Roslund)